# 020 T Midi 401 à 406
Les 020 T Midi 401 à 406 sont des locomotives-tender de la Compagnie des chemins de fer du Midi. Elles assurent les manœuvres dans les gares puis les dépôts. En 1938, à la création de la SNCF il ne reste que les 020 n°401 et 403. Elles sont alors renumérotées 020 TA 401 et 403.

## Utilisation et service
Elles finissent leur carrière au dépôt de Toulouse où elles seront amorties en 1956 pour la 401 et 1957 pour la 403.